# Жатва
Жатва́ (рос. Жатва) — селище у складі Пономарьовського району Оренбурзької області, Росія.

## Населення
Населення — 73 особи (2010; 115 у 2002).
Національний склад (станом на 2002 рік):
- росіяни — 45 %
- татари — 32 %